# 佐賀県薬剤師会
一般社団法人佐賀県薬剤師会（いっぱんしゃだんほうじんさがけんやくざいしかい、英称: Saga Pharmaceutical Association）は、佐賀県の薬剤師を会員とする法人。

## 本部所在地
〒840-0027 佐賀県佐賀市本庄町本庄1269-1

## 郡市薬剤師会
- 佐賀市薬剤師会
- 神埼薬剤師会
- 鳥栖・三養基薬剤師会
- 多久・小城薬剤師会
- 唐津・東松浦薬剤師会
- 伊万里・有田薬剤師会
- 武雄・杵島薬剤師会
- 鹿島・藤津薬剤師会